# 格里莫
格里莫（法語：Grimaud，法語發音：[ɡʁimo]）是法国普罗旺斯-阿尔卑斯-蓝色海岸大区瓦尔省的一个市镇，位于该省中北部，属于德拉吉尼昂区。

## 地理
格里莫（43°16'24"N, 6°31'18"E）面积44.58 平方千米，位于法国普罗旺斯-阿尔卑斯-蓝色海岸大区瓦尔省，该省份为法国东南部沿海省份，北起上普罗旺斯阿尔卑斯省，西北角与沃克吕兹省接壤，西接罗讷河口省，南濒地中海，东临滨海阿尔卑斯省。
与格里莫接壤的市镇（或旧市镇、城区）包括：拉加尔德弗雷内、科戈兰、科洛布里耶尔、拉莫勒、勒普朗德拉图尔、圣马克西姆。

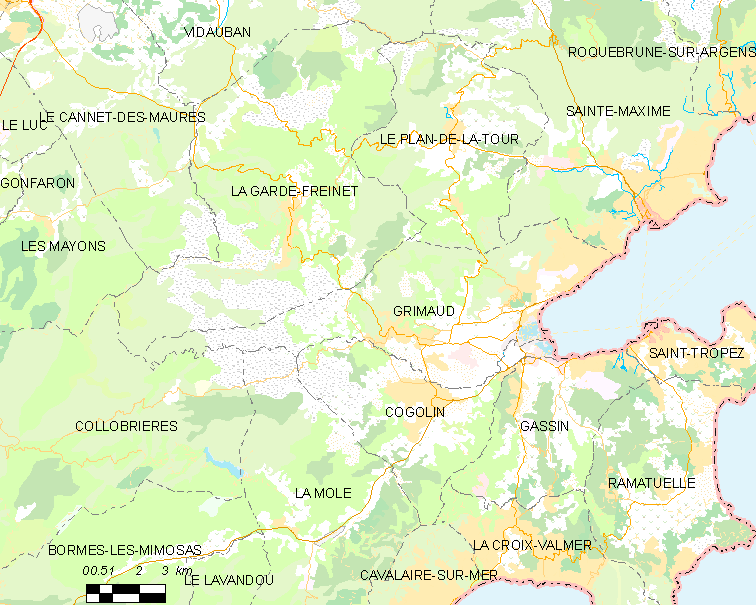
格里莫的OSM定位图

格里莫的时区为UTC+01:00、UTC+02:00（夏令时）。

## 行政
格里莫的邮政编码为83310，INSEE市镇编码为83068。

## 政治
格里莫所属的省级选区为圣马克西姆县。

## 人口

1962-2008年间格里莫人口变化图示

格里莫于2022年1月1日时的人口数量为4557人。